# Vatikánský pahorek
Vatikánský pahorek (latinsky Mons Vaticanus, italsky Monte Vaticano) je nevysoký kopec, nacházející se v Římě, respektive na území městského státu Vatikán.
Pahorek leží na pravém břehu řeky Tibery, tedy na protější straně než tradičních sedm Římských pahorků. Dal jméno státu Vatikán. Na jeho úpatí stojí bazilika svatého Petra, vrchol kopce se nachází ve Vatikánských zahradách. Dosahuje výšky 75 m n. m. a je nejvyšším bodem Vatikánu.

## Etymologie
Staří Římané měli více názorů na původ latinského slova Vaticanus. Velmi pravděpodobně pochází ze starolatinského vātēs (věštec) a doslova znamená Pahorek věštců. Lze tudíž předpokládat, že zde v dobách starověkého Říma stávala věštírna. Název ovšem mohl být odvozen i od jména zaniklé etruské osady (snad Vatica či Vaticum). Méně pravděpodobný je názor, který uvedl římský autor Marcus Terentius Varro (1. století př. n. l.), když název spojil s božstvem Vagitanus neboli Vaticanus, které mělo být patronem tohoto místa.
Vaticanus Mons (nebo Vaticanus Collis) byl v klasické latině nejčastěji název pro Janiculum. Cicero používá množné číslo Vaticani Montes v kontextu, který zřejmě zahrnuje Vatikánský pahorek, stejně jako Monte Mario a Janiculský pahorek.
Bažinatá oblast mezi pahorkem a Tiberou, která byla pravidelně postihována záplavami, se označovala jako Vaticanum nebo Vatikánské pole (latinsky Campus Vaticanus nebo Ager Vaticanus). Oba názvy zmiňuje Cicero v 1. století př. n. l.

## Historie
Vatikánský pahorek se rozkládal v těsném sousedství starověkého Říma, ale ještě v dobách pozdního císařství zůstával vně Aurelianových hradeb. Jednalo se o území na hranici s mocným etruským městem Veje, které bylo Římany ovládnuto až v roce 396 př. n. l. Proto se území také označovalo jako vejský, případně etruský břeh (Ripa Veientana nebo Ripa Etrusca). Etruskové zde ovšem již nesídlili a šlo spíše o nadávku svého druhu, neboť oblast byla vnímána jako nezdravá, nebezpečná a zlověstná. Tuto špatnou pověst zaznamenal například Tacitus v roce 69, když popisoval osud severní armády, jež dorazila do Říma, aby instalovala císaře Vitellia: „Velká část armády se utábořila v nezdravých okresech Vatikánu, což mělo za následek mnoho úmrtí mezi běžnými vojáky. Neschopnost Galů a Germánů snášet teplé počasí vedla k tomu, že dychtivě pili z místního potoka a stali se snadnou kořistí nemoci“.

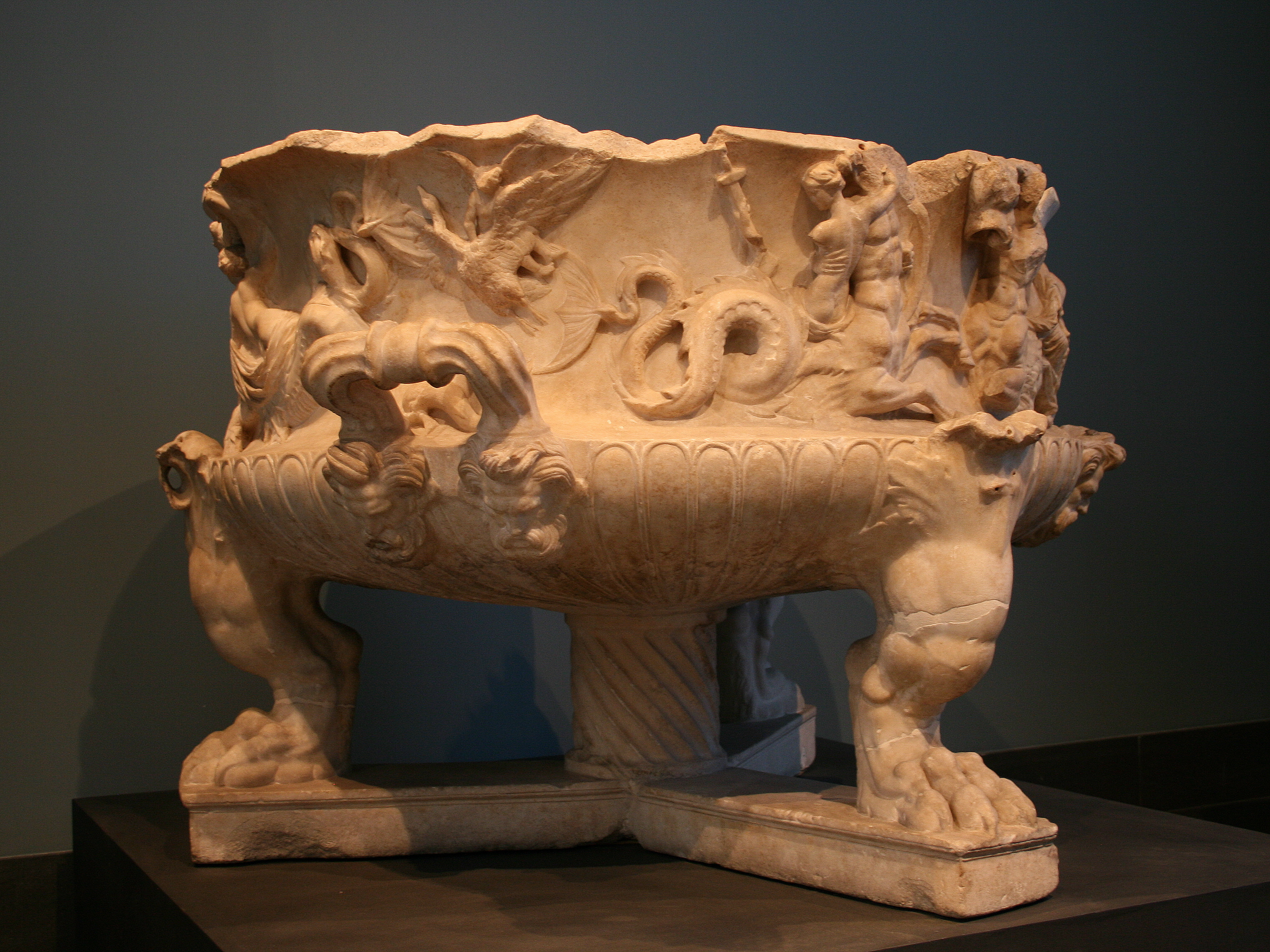
Mramorová nádrž s mořskými výjevy, nalezená v prostoru Agrippininých zahrad

Bažinaté území na břehu Tibery pod pahorkem zkultivovala římská patricijka Agrippina starší. Vytvořila zde zahrady se soukromou rezidencí (latinsky Horti Agrippinae), keré se rozkládaly přibližně v prostoru mezi nemocnicí Santo Spirito (italsky Ospedale di Santo Spirito) a Svatopetrským náměstím. Nálezy olověného vodovodního potrubí s nápisem „Iulia Augusta“ v prostoru ulice Piazza Pia ovšem naznačují, že o vysušení mokřadů a o jejich přeměnu na patricijské zahrady usilovala již dříve Livia Drusilla (zvaná též Julia Augusta), manželka císaře Augusta a babička Agrippinina manžela Germanica. Podle archeologických výzkumů z let 1959 a 1999 se zde nacházely nákladné stavby, vybavené architektonickými prvky z nejrůznějších druhů mramoru, bohatě zdobeného řezbami a místy i polychromní malbou. Stěny byly opatřeny freskami s motivy stromů, ptáků, květin i stylizované architektury. Ve východní části nad břehem Tibery stála velká exedra. Již v první polovině 20. století byla v této oblasti nalezena mramorová nádrž, bohatě zdobená mořskými výjevy.

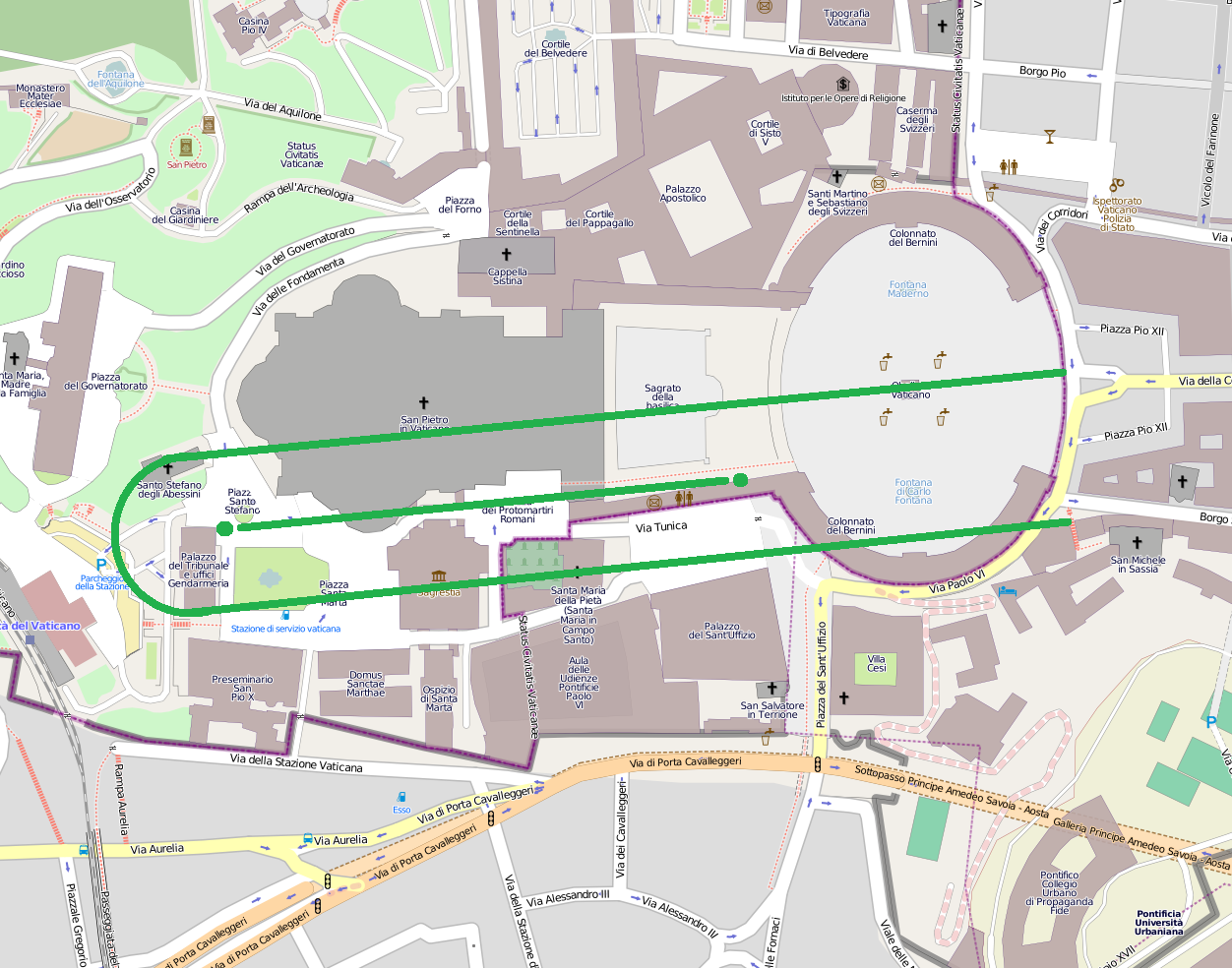
Rekonstrukce umístění Neronova cirku pod současnou bazilikou sv. Petra

Pozemky zdědil roku 33 n. l. Agrippinin syn, císař Caligula, který zde přímo nad břehem Tibery, v místech dnešní ulice Piazza Pio vystavěl rozlehlou terasu s monumentálním portikem, poskytujícím výhled na řeku i na celý Řím. Na opačné straně zahrad zahájil v roce 40 n. l. stavbu soukromé arény pro závody vozatajů. Proslavil ji však až o 20 let později císař Nero, proto bývá označována jako Neronův cirkus, případně je nazývána jmény obou vládců jako Circus Gai et Neronis.
V roce 65 n. l. se cirkus stal místem mučení a masových poprav křesťanů, kteří byli obviněni z Velkého požáru Říma. Právě při této příležitosti zde měl být ukřižován též svatý Petr. Jeho ostatky pak byly uloženy nedaleko, na hřbitově podél cesty Via Cornelia při severní zdi Neronova cirku.

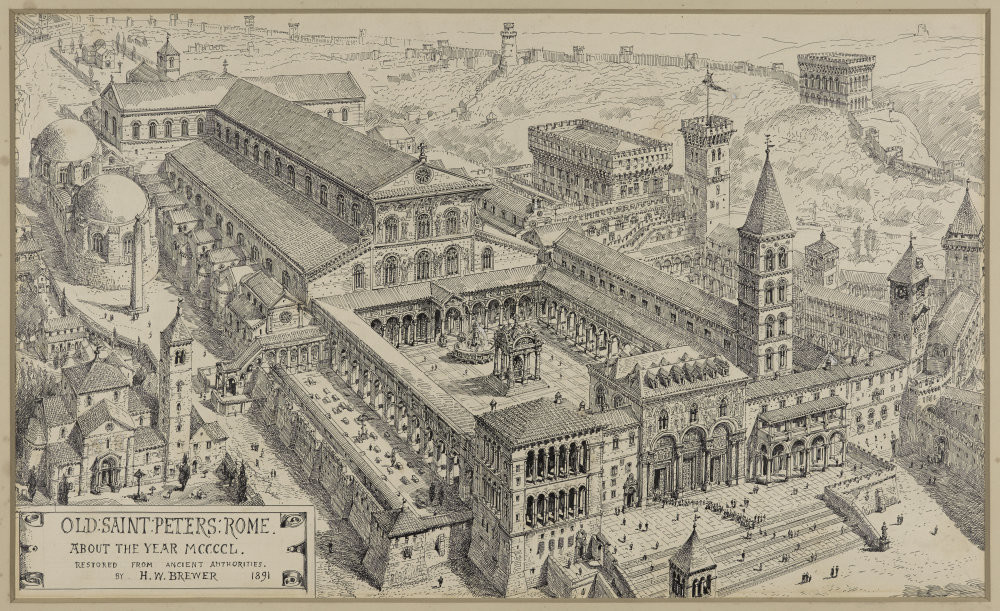
Rekonstrukce původního vzhledu Svatopetrské baziliky s obeliskem a kruhovými mauzolei v místě zaniklého Neronova cirku vlevo of baziliky

V polovině 2. století již cirkus nesloužil svému původnímu účelu a pomalu chátral. V jeho severním sousedství však i nadále fungoval hřbitov, který se pomalu začal rozšiřovat do prostoru zanikající arény. Využívali jej pohané i první křesťané. Současně s nimi Vatikánský pahorek navštěvovali vyznavači bohyně Kybelé, jejíž svatyně se tu ve 2. – 4. století nacházela. Ačkoliv dosud nebyl nalezen centrální bod tohoto kultovního místa, jeho existenci dokládají nálezy obětních oltářů v prostoru Vatikánu.
K velké změně došlo po roce 324, kdy císař Konstantin zahájil na úpatí Vatikánského pahorku nad hrobem sv. Petra stavbu první svatopetrské baziliky. Terén byl před stavbou navýšen až o 3 metry, takže hřbitov zůstal z velké části nepoškozený pod podlahou baziliky.

Průběh leoninské hradby v 9. století

Od roku 391, kdy byly z nařízení císaře Theodosia I. uzavřeny všechny pohanské svatyně v Římě, zůstal Vatikánský pahorek a jeho okolí plně křesťanským místem. Vrchol kopce však byl k bazilice pevně připojen až v době papeže Lva IV., který v polovině 9. století nařídil vybudování leoninské hradby, oddělující Vatikán od zbytku Říma.